# National Hockey Association 1910
National Hockey Association 1910 var den första säsongen av den professionella ishockeyligan National Hockey Association. Ligasäsongen startade den 5 januari 1910 men avbröts därefter och tog upp Ottawa Senators och Montreal Shamrocks från den kortlivade ligan Canadian Hockey Association. Ligan startade sedan om och fortsatte från 15 januari till 15 mars. Övriga fem lag i ligan var Montreal Wanderers, Montreal Canadiens, Renfrew Creamery Kings, Cobalt Silver Kings och Haileybury Comets.

## Grundserie
De sju lagen i NHA spelade 12 matcher var och Montreal Wanderers vann ligan efter att ha vunnit 11 av 12 matcher för totalt 22 inspelade poäng. Under säsongen spelade de regerande Stanley Cup-mästarna Ottawa Senators mot två utmanarlag om mästartiteln. Som medlemmar i CHA besegrade Senators Galt Professionals i ett dubbelmöte 5 och 7 januari med den sammanlagda målskillnaden 15-4. Som medlemmar i NHA vann Senators dubbelmötet mot Edmonton Eskimos 18 och 20 januari med den sammanlagda målskillnaden 21-11.
Som mästare i NHA tog Montreal Wanderers över Stanley Cup-titeln från Ottawa Senators och 12 mars 1910 satte klubben titeln på spel i en match mot Berlin Dutchmen från Ontario Professional Hockey League. Wanderers avgick med segern efter att ha vunnit med 7-3. Ernie Russell gjorde fyra av Wanderers mål mot Berlin medan Harry Hyland stod för de tre övriga målen.
Newsy Lalonde, som delade speltiden mellan Montreal Canadiens och Renfrew Creamery Kings, gjorde flest mål i ligan med sina 38 mål på 11 spelade matcher.
Montreal Shamrocks "Bad Joe" Hall stängdes av från spel i två matcher sedan han slagit till domaren Rod Kennedy under ett handgemäng med Frank Patrick i en match mellan Montreal Shamrocks och Renfrew Creamery Kings.

### Tabell
M = Matcher, V = Vinster, F = Förluster, O = Oavgjorda, GM = Gjorda mål, IM = Insläppta mål, P = Poäng
|                        | M  | V  | F  | O | GM | IM  | P  |
| ---------------------- | -- | -- | -- | - | -- | --- | -- |
| Montreal Wanderers     | 12 | 11 | 1  | 0 | 91 | 41  | 22 |
| Ottawa Senators        | 12 | 9  | 3  | 0 | 89 | 66  | 18 |
| Renfrew Creamery Kings | 12 | 8  | 3  | 1 | 96 | 54  | 17 |
| Cobalt Silver Kings    | 12 | 4  | 8  | 0 | 79 | 104 | 12 |
| Haileybury Comets      | 12 | 4  | 8  | 0 | 77 | 83  | 12 |
| Montreal Shamrocks     | 12 | 3  | 8  | 1 | 52 | 95  | 7  |
| Montreal Canadiens     | 12 | 2  | 10 | 0 | 59 | 100 | 4  |

### Målvaktsstatistik

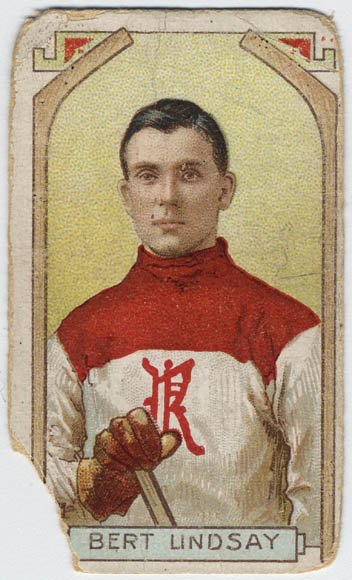
Renfrew Creamery Kings målvakt Bert Lindsay.

M = Matcher, V = Vinster, F = Förluster, O = Oavgjorda, SM = Spelade minuter, IM = Insläppta mål, N = Hållna nollor, GIM = Genomsnitt insläppta mål per match
|                      | Lag        | M  | V  | F | O | SM  | IM  | N | GIM   |
| -------------------- | ---------- | -- | -- | - | - | --- | --- | - | ----- |
| Billy Nicholson      | Haileybury | 1  | 1  | 0 | 0 | 60  | 3   | 0 | 3.00  |
| Wilmer LaRochelle    | Canadiens  | 1  | 1  | 0 | 0 | 72  | 4   | 0 | 3.33  |
| Riley Hern           | Wanderers  | 12 | 11 | 1 | 0 | 720 | 41  | 1 | 3.42  |
| Bert Lindsay         | Renfrew    | 12 | 8  | 3 | 1 | 730 | 54  | 0 | 4.44  |
| Jack Winchester      | Shamrocks  | 5  | 2  | 2 | 1 | 301 | 26  | 0 | 5.18  |
| Percy LeSueur        | Ottawa     | 12 | 9  | 3 | 0 | 730 | 66  | 0 | 5.42  |
| Paddy Moran          | Haileybury | 11 | 3  | 8 | 0 | 665 | 80  | 0 | 7.22  |
| George Broughton     | Shamrocks  | 5  | 1  | 4 | 0 | 312 | 43  | 0 | 8.27  |
| Joseph Cattarinich   | Canadiens  | 4  | 0  | 4 | 0 | 240 | 34  | 0 | 8.50  |
| Joseph "Chief" Jones | Cobalt     | 12 | 4  | 8 | 0 | 724 | 104 | 0 | 8.62  |
| Teddy Groulx         | Canadiens  | 7  | 1  | 6 | 0 | 420 | 62  | 0 | 8.86  |
| Bill Baker           | Shamrocks  | 2  | 0  | 2 | 0 | 120 | 26  | 0 | 13.00 |

Statistik från hockey-reference.com och justsportsstats.com

### Poängligan
|                | Lag                 | Matcher | Mål |
| -------------- | ------------------- | ------- | --- |
| Newsy Lalonde  | Renfrew & Canadiens | 11      | 38  |
| Ernie Russell  | Wanderers           | 12      | 32  |
| Harry Smith    | Cobalt              | 10      | 28  |
| Lester Patrick | Renfrew             | 12      | 24  |
| Harry Hyland   | Wanderers           | 10      | 20  |
| Herb Clarke    | Cobalt              | 11      | 20  |
| Horace Gaul    | Haileybury          | 12      | 20  |
| Marty Walsh    | Ottawa              | 11      | 19  |
| Steve Vair     | Cobalt              | 11      | 17  |
| Bruce Ridpath  | Ottawa              | 12      | 16  |

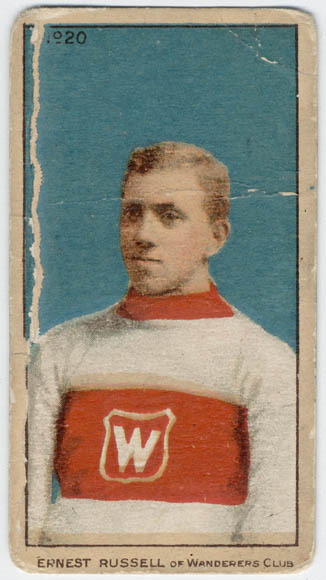
Ernie Russells 32 mål för Montreal Wanderers gav honom en andraplats i målligan.

Statistik från hockey-reference.com och justsportsstats.com

## Slutspel

### Stanley Cup
| Datum      | Vinnande lag    | Mål | Förlorande lag   | Mål |
| ---------- | --------------- | --- | ---------------- | --- |
| 18 januari | Ottawa Senators | 8   | Edmonton Eskimos | 4   |
| 20 januari | Ottawa Senators | 13  | Edmonton Eskimos | 7   |

| Datum   | Vinnande lag       | Mål | Förlorande lag  | Mål |
| ------- | ------------------ | --- | --------------- | --- |
| 12 mars | Montreal Wanderers | 7   | Berlin Dutchmen | 3   |